# كاترين كولمان
كاترين كولمان (بالإنجليزية: Catherine Coleman) (و. 1960 – م) هي كيميائية، وضابطة جوية، ورائدة فضاء، ومهندسة من الولايات المتحدة الأمريكية . ولدت في تشارلستون، كارولاينا الجنوبية.
كاثرين كولمان (بالإنجليزيّة Catherine Coleman)،ّ من مواليد 14 ديسمبر 1960 ف تشارلستون - ولاية ساوث كارولينا. متزوّجة من فنّان الزّجاج جوش سيمبسون (Josh Simpson)، من هواياتها: الطيران، الغوص، الرياضة والموسيقى.
والدتها آن إل دوتي - Ann L. Doty مقيمة في دايتون (اوهايو)، أمّا عائلة والدها في فانكوفر(واشنطن)
تمّ تكليف كولمان ملازم ثانٍ في طيران الولايات المتحدة.
عام 1983 بدأت العمل في الدّراسات العليا في جامعة ماساتشوستس، حيث تركّز بحثها على تخليق البوليمر باستخدام التّفاعل الكيميائيّ، مزدوج التّبادل الأوليفين وتعديل سطح البوليمر.
وفي عام 1988 دخلت كولمان الخدمة الفعليّة، وتمّ تعيينها في قاعدة رايت باترسون الجوّيّة بصفتها كيميائيّة بحثيّة في مديريّة الموادّ بمختبر رايت، حيث قامت بتركيب نموذج مركّبات للتّطبيقات الضوئيّة، مثل: أجهزة الكمبيوتر المتقدّمة، وتخزين البيانات…
1990-1984 عملت كولمان كمحلّلة سطحيّة استشاريّة لمرفق التعرّض طويل الأمد (تمّ إطلاقه من STS-41C في عام 1984 وتمّ استرداده خلال STS-32 في عام 1990).
بالإضافة إلى ذلك، كانت كولمان متطوّعة في موضوع الاختبار لبرنامج أجهزة الطّرد المركزيّ في مديريّة أنظمة الطّاقم في مختبر آرمسترونغ للطّبّ الجوّيّ، وسجّلت العديد من سجلّات التّحمّل والتّسامح خلال مشاركتها في علم وظائف الأعضاء ودراسات المعدّات الجديدة.
في نوفمبر2009  تقاعدت كولمان من عملها بالقوّات الجوّيّة .

### تجربتها فيوكالة ناسا الفضائيّة[5]
عام 1992  تمّ اختيار كولمان من قبل وكالة ناسا في شهر مارس 1992 ووصل إبلاغ لمركز جونسون للفضاء في أغسطس من نفس السّنة.
تمّ تخصيصها في البداية لفرع دعم مهامّ مكتب روّاد الفضاء، وتحديدًا للتّحقّق من برمجيّات الرّحلة في المكّوك الفضائيّ، ولكن لاحقًا ترقّت لمساعدة خاصّة لمدير المركز جونسون سبيس - Johnson Space
كان عملها في فرع الحمولات والسّكن في مكتب روّاد الفضاء، حيث عملت مع مصمّمي التّجارب لضمان أنّه يمكن تشغيل الحمولات بنجاح في بيئة جاذبيّتها منخفضة في مدار أرضيّ منخفض.
عملت على  تسمية الأجزاء الرّوسيّة من محطّة الفضاء الدوليّة باللّغة الإنجليزيّة، وتتبّعت قضاياها أيضًا، كالصّوتيّات وأماكن الإقامة على متن المحطّة.
شغلت منصب CAPCOM (شركة نشر وتطوير ألعاب الفيديو اليابانيّة) في مراقبة المهمّة لكلّ من مكّوك الفضاء ومحطّة الفضاء لعدّة سنوات.
مثلت مكتب رواد الفضاء في فريق إصلاح البلاط التابع لناسا للعودة إلى الرحلة بعد حادث كولومبيا .
عملت كولمان أيضًا كرئيسة قسم الرّوبوتات في مكتب روّاد الفضاء، حيث تمّ تكليفها بالإشراف على تدريب الرّوبوتات لروّاد الفضاء ودمج واجهات الطّاقم في أنظمة الرّوبوتات الجديدة.
قادت كولمان عمليّات سفن الإمداد لمكتب روّاد الفضاء، وكانت رائدًا في الجهود المبذولة لدمج عمليّات الإمداد عبر وكالة ناسا والشّركاء الدوليّين والتجاريّين، بما في ذلك Space X و Orbital ATK.
ومهمّة أخيرة لها في وكالة ناسا، كانت الابتكار المفتوح وجهود الشّراكة بين القطاعَيْن العامّ والخاصّ لمكتب كبير التقنيّين في مقرّ ناسا.
تدريب مكّوك الفضاء:عملت كولمان كأخصائيّة مهمّة في STS-73 ، وتدرّبت كخبيرة احتياطيّة للمهمّة عضو من الطّاقم المصاب في STS-83، وكانت أخصائيّة المهمّة الرئيسيّة في STS-93 لنشر مرصد Chandra X-Ray
- تدريب محطّة الفضاء:عملت كولمان كعضو احتياطيّ للطّاقم الأمريكيّ للبعثات 19 و 20 و21 ، وعملت كعضو احتياطيّ للبعثات 24 و 25 كجزء من تدريبها على البعثتَيْن 26 و 27.

تجربة الإضاءة الفضائية 
سجّلت كولمان أكثر من 4330 ساعة في الفضاء على متن مكّوك الفضاء كولومبيا ومحطة الفضاء الدولية.
من تاريخ 20 أكتوبر إلى 5 نوفمبر 1995 :كانت STS-73 Columbia ثاني مهمّة لمختبر الجاذبيّة الصّغرى بالولايات المتحدة، حيث تركّزت المهمّة على علوم الموادّ والتّكنولوجيا الحيويّة، وعلوم الاحتراق وفيزياء السّوائل، والعديد من التّجارب العلميّة الموجودة في وحدة معمل الفضاء المضغوط.
في إكمال أوّل رحلة فضائيّة لها، دارت كولمان حول الأرض 256 مرّة،  قطعت أكثر من 6 ملايين ميل وسجّلت مجموعة 15 يومًا و 21 ساعة و52 دقيقة و21 ثانية في الفضاء.
من تاريخ 22-27  يوليو 1999 : STS-93 كولومبيا (مهمّة لمدة 5 أيام \119 ساعة تقريبا) كانت كولمان خلالها متخصصة المهمّة الرئيسية في نشر مرصد شاندرا للأشعة السّينيّة. المصمّم لإجراء دراسات شاملة للكون مما مكّن العلماء من دراسة ظواهر غريبة كالنجوم المتفجرة والثقوب السوداء.
الرحلة الاستكشافية 26/27 إلى محطّة الفضاء الدوليّة: في مهمّة الفضاء الثّالثة لكولمان، عملت كمهندسة طيران على متن المركبة الفضائيّة الرّوسيّة Soyuz TMA-20 للإطلاق والهبوط وأمضت 159 يومًا في الفضاء على متن محطّة الفضاء الدوليّة.
بالإضافة إلى إجراء التّجارب العلميّة وعملياّت صيانة نظام المحطّة الفضائيّة، عملت كمسؤولة الرّوبوتات والعلوم خلال فترة عملها على متن محطّة الفضاء الدوليّة.
والجدير بالذّكر أنّ كولمان كانت مُشَغِّلة الذّراع الرّوبوتيّة الرّئيسيّة للقبض على كوناتوري، حيث قامت بأداء ثاني طائرة روبوتيّة مجانيّة على الإطلاق على متن محطّة الفضاء الدوليّة.

## ريادة الفضاء
شاركت في المهمات الفضائية:
- رحلة الفضاء STS-93
- البعثة 26
- Soyuz TMA-20
- STS-73
- البعثة 27.

## التعليم
تعلمت في معهد ماساتشوست للتكنولوجيا، وجامعة ماساتشوستس في أمهيرست
خرّيجة عام 1978 من مدرسة دبليو تي وودسون الثانويّة، فيرفاكس، فيرجينيا .
حاصلة على بكالوريوس العلوم في الكيمياء من معهد ماساتشوستس عام 1983 ودكتوراة في علوم وهندسة البوليمرات من جامعة ماساتشوستس عام 1991.

## الخدمة العسكرية
خدمت في القوات الجوية الأمريكية.

## روابط خارجية
- كاترين كولمان على موقع ميوزك برينز (الإنجليزية)